# ベストきっとTV
『ベストきっとTV』は、テレビ朝日とABEMAで2022年8月23日に放送されたバラエティ番組である。

## 概要
この番組では専門家による議論を交えながら、この国でできる“おそらく現段階のベスト”を突き詰め検証する。

## 出演者

### MC
- 錦鯉（長谷川雅紀・渡辺隆）
- マヂカルラブリー（野田クリスタル・村上）

## 放送リスト
| 回 | 放送日  | VTR出演                                                           | 内容                                                      | アベマ限定         |
| -- | ------- | ----------------------------------------------------------------- | --------------------------------------------------------- | ------------------ |
| 1  | 8月23日 | - 小島よしお - トム・ブラウン - 林健（ギャロップ） - ランジャタイ | - ベストきっとチャーハン - ベストきっと子供にウケるギャグ | - ベストきっと睡眠 |

## スタッフ
- ナレーション：高木晋哉（ジョイマン）
- 構成：樅野太紀、塚本翔太
- CAM：羽田廣宣、田島実一郎
- 音声：勝見亘
- VE：伊賀加奈子
- 美術：遠藤ゆか
- 美術進行：池田彩乃
- デザイン：森崎愛美、小池芳人
- 大道具：三浦侑記
- バルーン装飾：瀬戸誠
- メイク：川口カツラ
- 編集：新井亮太
- MA：船木拓也
- 音効：高橋健人
- CG：ODOJOB
- 宣伝：尾木実愛
- デスク：相馬恵美
- 編成：熊谷和也、辻慈生
- 協力：TSP、イカロス、テレビ朝日クリエイト、プログレッソ
- 制作協力：DragonEntertainment
- AD：野呂穂乃夏、古谷冴、春木優存、大島和也
- ディレクター：町田洋昌、渡辺直哉、伊藤史、べんべん
- AP：宮﨑浩子、濱村可奈
- 演出：秋山直
- プロデューサー：植岡耕一、小泉美華（DragonEntertainment）
- ゼネラルプロデューサー：髙橋正輝
- 制作著作：テレビ朝日、ABEMA